# 432 Pythia
432 Pythia è un asteroide della fascia principale del diametro medio di circa 46,9 km. Scoperto nel 1897, presenta un'orbita caratterizzata da un semiasse maggiore pari a 2,3692801 UA e da un'eccentricità di 0,1462967, inclinata di 12,13203° rispetto all'eclittica.
Il suo nome è dedicato alla Pizia, nella mitologia greca, la sacerdotessa che pronunciava gli oracoli in nome di Apollo nel santuario di Delfi.